# 7607 Billmerline
7607 Billmerline eller 1995 SB13 är en asteroid i huvudbältet som upptäcktes den 18 september 1995 av Spacewatch vid Kitt Peak-observatoriet. Den är uppkallad efter William J. Merline.
Asteroiden har en diameter på ungefär 12 kilometer och den tillhör asteroidgruppen Hoffmeister.